# Matt McQuaid
Matt McQuaid (Duncanville, 28 settembre 1995) è un ex cestista statunitense.